# Bad (album)
Bad is een muziekalbum van Michael Jackson uit 1987 en was de opvolger van het vijf jaar eerder uitgebrachte Thriller.

## Geschiedenis
Hoewel het album het succes van Thriller niet kon evenaren, behoort het wereldwijd tot de 50 meestverkochte albums aller tijden. Wereldwijd werden er ruim 33 miljoen exemplaren verkocht, waarvan in de Verenigde Staten alleen al circa 8 miljoen exemplaren.
De eerste vijf singles van Bad bereikten de nummer 1-positie in de VS, wat een ongeëvenaard record is. In België werden Bad en Dirty Diana nummer 1-hits. Het album werd gepromoot door de eerste wereldwijde solotournee van Jackson. Bovendien volgden het jaar daarop zijn biografie en de film Moonwalker.

## Tracklist

### 1e versie (lp, cd, cassette)
| Nr. | Titel                                             | Schrijver(s)               | Duur |
| --- | ------------------------------------------------- | -------------------------- | ---- |
| 1.  | Bad (Original Album Version)                      | Michael Jackson            | 4:06 |
| 2.  | The Way You Make Me Feel (Original Album Version) | Jackson                    | 4:58 |
| 3.  | Speed Demon                                       | Jackson                    | 4:01 |
| 4.  | Liberian Girl                                     | Jackson                    | 3:51 |
| 5.  | Just Good Friends (Duet met Stevie Wonder)        | Terry Britten, Graham Lyle | 4:08 |

| Nr. | Titel                                                                                      | Schrijver(s)                 | Duur |
| --- | ------------------------------------------------------------------------------------------ | ---------------------------- | ---- |
| 6.  | Another Part Of Me                                                                         | Jackson                      | 3:54 |
| 7.  | Man In The Mirror                                                                          | Siedah Garrett, Glen Ballard | 5:18 |
| 8.  | I Just Can't Stop Loving You (Original Album Version With Intro / Duet met Siedah Garrett) | Jackson                      | 4:23 |
| 9.  | Dirty Diana (Original Album Version)                                                       | Jackson                      | 4:41 |
| 10. | Smooth Criminal (Original Album Version)                                                   | Jackson                      | 4:16 |

| Nr. | Titel          | Schrijver(s) | Duur |
| --- | -------------- | ------------ | ---- |
| 11. | Leave Me Alone | Jackson      | 4:38 |

### Latere edities (cd, cassette)
| Nr. | Titel                                                               | Duur |
| --- | ------------------------------------------------------------------- | ---- |
| 1.  | Bad (7" Single Mix)                                                 | 4:06 |
| 2.  | The Way You Make Me Feel (Album Version #2)                         | 4:58 |
| 3.  | Speed Demon                                                         | 4:01 |
| 4.  | Liberian Girl                                                       | 3:51 |
| 5.  | Just Good Friends (Duet met Stevie Wonder)                          | 4:08 |
| 6.  | Another Part Of Me                                                  | 3:45 |
| 7.  | Man In The Mirror                                                   | 5:18 |
| 8.  | I Just Can't Stop Loving You (Radio Edit / Duet met Siedah Garrett) | 4:11 |
| 9.  | Dirty Diana (Single Version)                                        | 4:40 |
| 10. | Smooth Criminal (Album Version #2)                                  | 4:16 |
| 11. | Leave Me Alone                                                      | 4:38 |

### Speciale editie
1. "Streetwalker"
2. "Todo Mi Amor Eres Tú" (de Spaanse versie van het nummer "I Just Can't Stop Loving You")
3. "Je Ne Veux Pas La Fin De Nous" (de Franse versie van het nummer "I Just Can't Stop Loving You")
4. "Fly Away"

## Bad 25
Een heruitgave als box van 3 cd's ter gelegenheid van het vijfentwintigjarig jubileum van Bad stond gepland voor 18 september 2012. In Nederland zou deze echter al vier dagen eerder uitkomen. De luxe versie bevat drie cd's waarvan de eerste bestaat uit het originele album, maar dan geremasterd. Op het tweede schijfje staan vroege demo's van originele Bad-nummers, maar ook van nummers die dat album niet hebben gehaald. Ook zijn er remixen van Bad te vinden van de Nederlandse dj Afrojack en een remix van Speed Demon van Nero. Op de derde schijf is de audioversie van het concert van de Bad World Tour in het Wembley Stadion in Londen te vinden. Dit is de eerste legale live-cd van Michael Jackson. De box bevat ook een dvd met het concert in Londen, en is daarbij de tweede live-dvd van Michael Jackson (This Is It niet meegeteld).
Ook zijn er in de box twee boekjes met nooit eerder vertoonde foto's van Jackson te vinden uit de Bad-periode, onder andere van de opnamesessies, concerten en van kijkjes achter de schermen bij videoclips. Ook zit er een dubbelzijdige poster bij.
Bad 25 zou ook verkrijgbaar worden als simpeler versie, bestaande uit de eerste twee schijfjes. Bad 25 zou ook uitkomen als "picture disc LP", met het geluidsmateriaal van de eerste twee schijven. "Michael Jackson Live In Wembley 16 July 1988" is ook los verkrijgbaar.
Ook zou er een Super Deluxe Edition verschijnen, met de luxe-editie en een jack van de Bad World Tour en replica's van een kaartje en een programmaboekje.

### Versies
Standard Edition

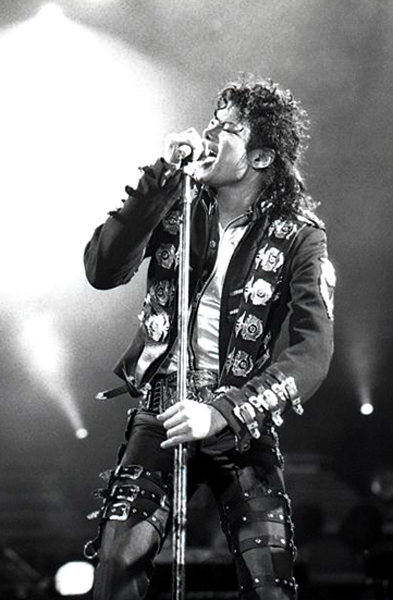
Michael Jackson in 1988

2 cd's, het originele album en de bonustracks-cd
Deluxe Edition
3 cd's een 1 dvd, standard edition, live-cd en de live-dvd
Deluxe Collector's Edition
Deluxe Edition met extra's
Picture Vinyl
1 LP, het originele album
Wal-Mart Exclusive
Standard Edition met T-shirt
Target Exclusive
2 cd's en 1 dvd, Standard Edition en dvd met videoclips
iTunes Exclusive
Deluxe Edition zonder dvd, met de videoclip van Bad.
HMV Exclusive
Vijf cd's, Deluxe Edition met bonus-cd-single

### Tracklist
Cd 1Original Album
Cd 1 bevat het originele album.
Cd 2Bonus Tracks
1. "Don't Be Messin' 'Round"
2. "I'm So Blue"
3. "Song Groove (a.k.a Abortion Papers)"
4. "Free"
5. "Price Of Fame"
6. "Al Capone (Demo of Smooth Criminal)"
7. "Streetwalker"
8. "Fly Away"
9. "Todo Mi Amor Eres Tu
10. "Je Ne Veux Pas La Fin De Nous
11. "Bad (Remix by AfroJack Featuring Pitbull - DJ Buddha Edit)"
12. "Speed Demon (Remix By Nero)"
13. "Bad (Remix by AfroJack - Club Mix)"

#### Deluxe Editie
Cd 3
1. "Wanna Be Startin' Somethin'"
2. "This Place Hotel"
3. "Another Part Of Me"
4. "I Just Can't Stop Loving You"
5. "She's Out of My Life"
6. "I Want You Back / The Love You Save / I'll Be There"
7. "Rock with You"
8. "Human Nature"
9. "Smooth Criminal"
10. "Dirty Diana"
11. "Thriller"
12. "Working Day And Night"
13. "Beat It"
14. "Billie Jean"
15. "Bad"
16. "Man In The Mirror"

Dvd
1. "Wanna Be Startin' Somethin'"
2. "This Place Hotel"
3. "Another Part Of Me"
4. "I Just Can't Stop Loving You"
5. "She's Out Of My Life"
6. "I Want You Back / The Love You Save / I'll Be There"
7. "Rock With You"
8. "Human Nature"
9. "Smooth Criminal"
10. "Dirty Diana"
11. "Thriller"
12. "Bad Groove (the Band Jam section)"
13. "Working Day And Night"
14. "Beat It"
15. "Billie Jean"
16. "Bad"
17. "Man In The Mirror"

Bonus Tracks:
1. "The Way You Make Me Feel (Performed at Wembley the previous night, July 15, 1988)"
2. " I Just Can’t Stop Loving You/Bad (Performed at Yokohama Stadium, September, 1987)"

## Credits
| - Andraé Crouch Choir - achtergrondzang op "Man in the Mirror" - Glen Ballard - synthesizer en ritme arangementen - John Barnes - synthesizer, piano en ritme arrangementen - Michael Boddicker - keyboard, synthesizer - Bill Bottrell - gitaar op "Speed Demon" en drums op "Smooth Criminal" - Miko Brando - drums op "Speed Demon" - Ollie E. Brown - drums en percussie - Ken Caillat - technicus - Leon 'Ndugu' Chancler - drums op "I Just Can't Stop Loving You" - Paulinho da Costa - percussie - Christopher Currell - ritme arrangementen, digitale gitaar en geluidseffecten - Nathan East - basgitaar - Siedah Garrett - achtergrondzang en lead op "I Just Can't Stop Loving You" - Eric Gale - gitaar op "The Way You Make Me Feel" - Humberto Gatica - drums op "Just Good Friends" - Douglas Getscha - programmering - Gary Grant - trompet - Jerry Hey - trompet, blaasarrangementen en ritme arrangementen - Dan Huff - gitaar op "Man in the Mirror" en "I Just Can't Stop Loving You" - Danny Hull - gitaar op "Dirty Diana" - Kim Hutchcroft - saxofoon - Michael Jackson - lead- en achtergrondzang, ritme arangementen, co-producent - Paul Jackson jr.- gitaar | - Tom Jones - technicus - Quincy Jones - producent, ritme arangementen - Randy Kerber - synthesizer op "Man in the Mirror" - Michael Landau - gitaar op "Just Good Friends" - Rhett Lawrence - synthesizer - Graham Lyle - ritme arangementen op "Just Good Friends" - Kevin Maloney - piano op "Smooth Criminal" - Cornelius Mims - programmering - David Paich - synthesizer - Greg Phillinganes - synthesizer en keyboard - Eric Persing - programmering op "Speed Demon" - Steve Porcaro - programmering - John Robinson - drums - Jimmy Smith - hammondorgel - Stefan Stefanovic - keyboard - Steve Stevens - gitaar op "Dirty Diana" - Bruce Swedien - opname-technicus, mixer, drums op "Just Good Friends" en "Smooth Criminal" - Randy Waldman - synthesizer op "Dirty Diana" - David Williams - gitaar - Larry Williams - saxofoon, synthesizer en programmering - The Winans - achtergrondzang op "Man in the Mirror" - Casey Young - programmering op "Leave Me Alone" |